# ایستگاه متروی چنسری لین
ایستگاه متروی چنسری لین (انگلیسی: Chancery Lane tube station) یکی از ایستگاه‌های متروی لندن است.
این ایستگاه که در منطقه کمدن لندن قرار دارد در سال ۱۹۰۰ تأسیس شده و جزئی از خط مرکزی متروی لندن است.

## نگارخانه

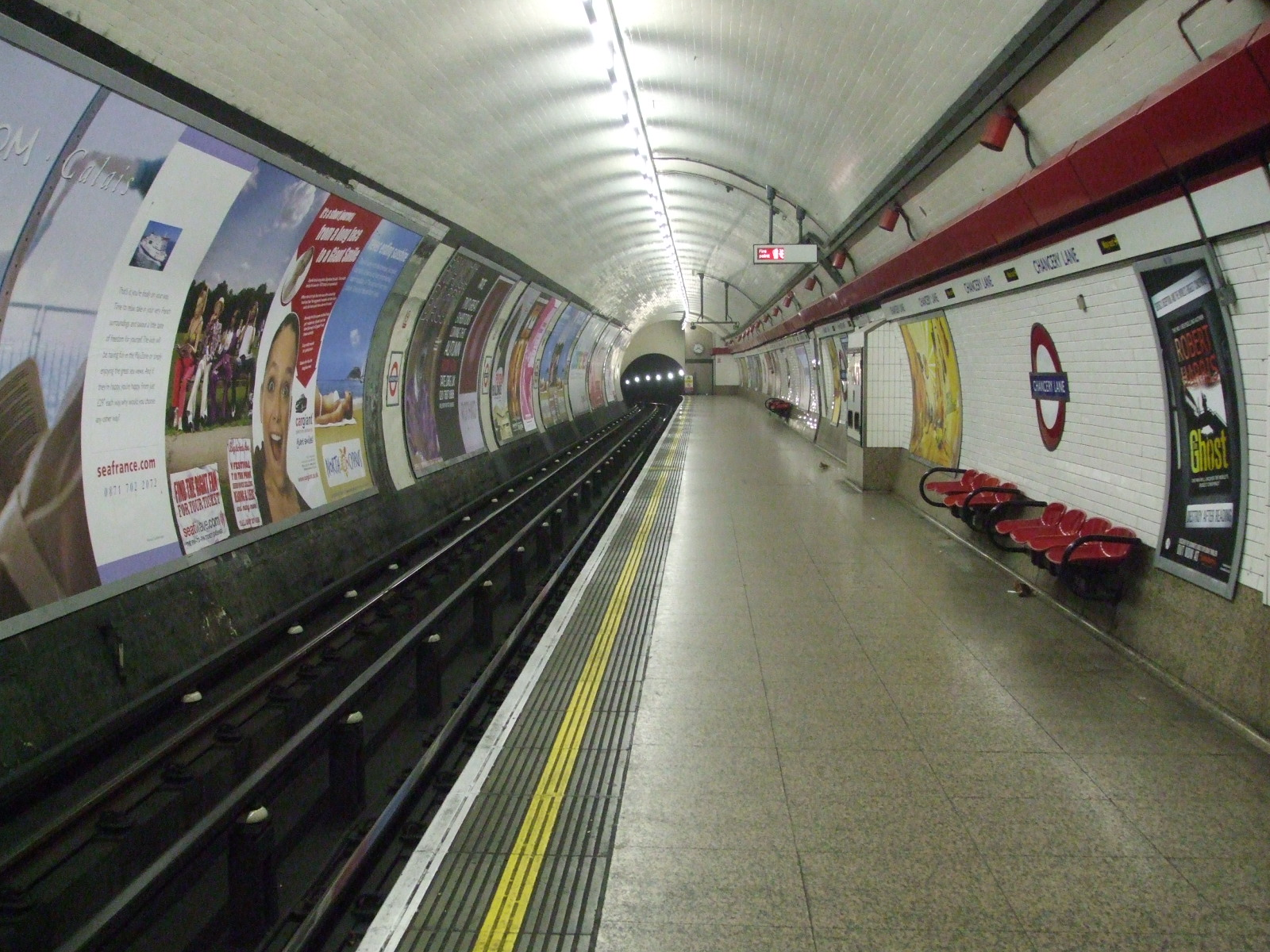
Eastbound platform looking west
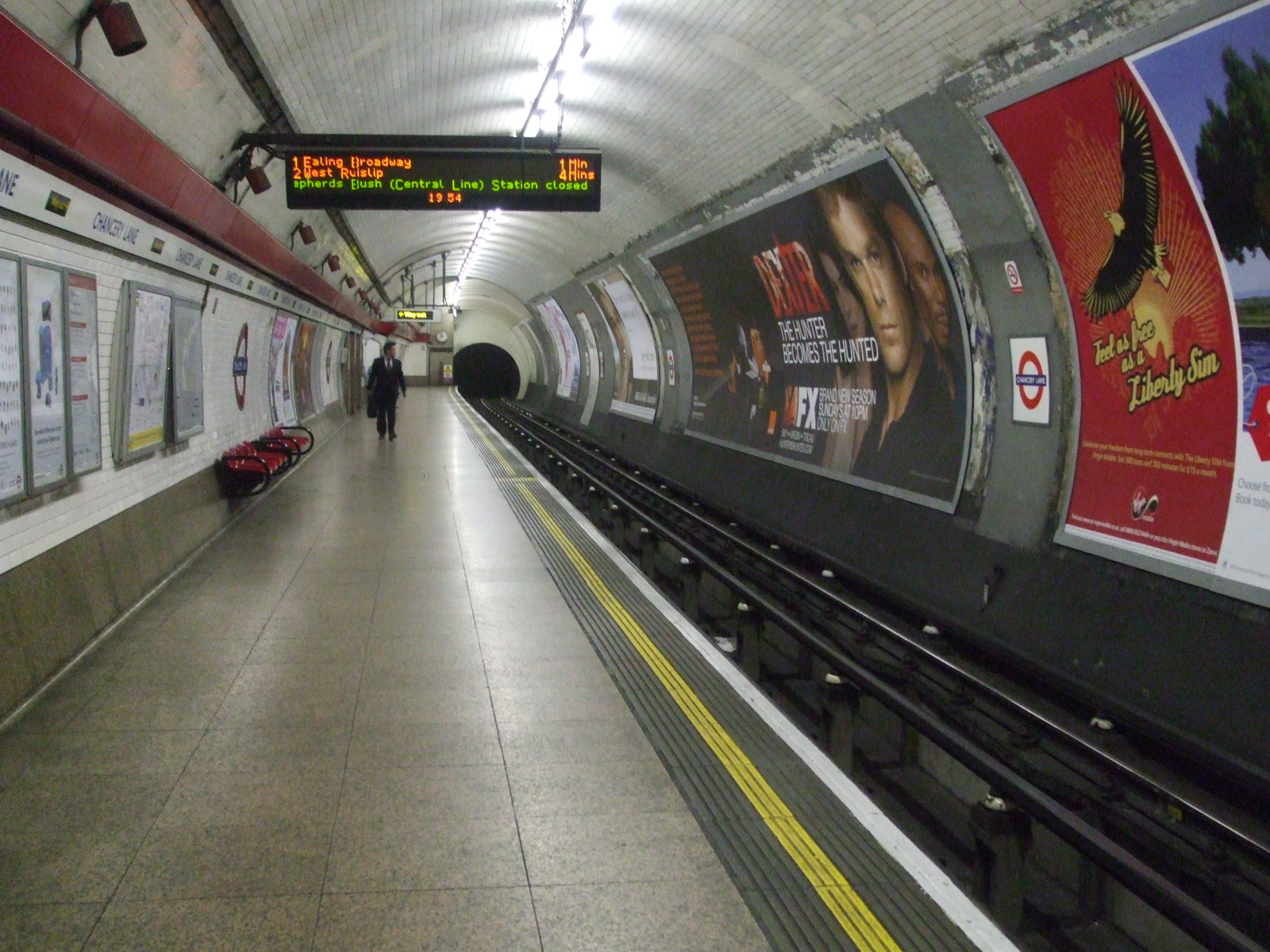
Westbound platform looking east
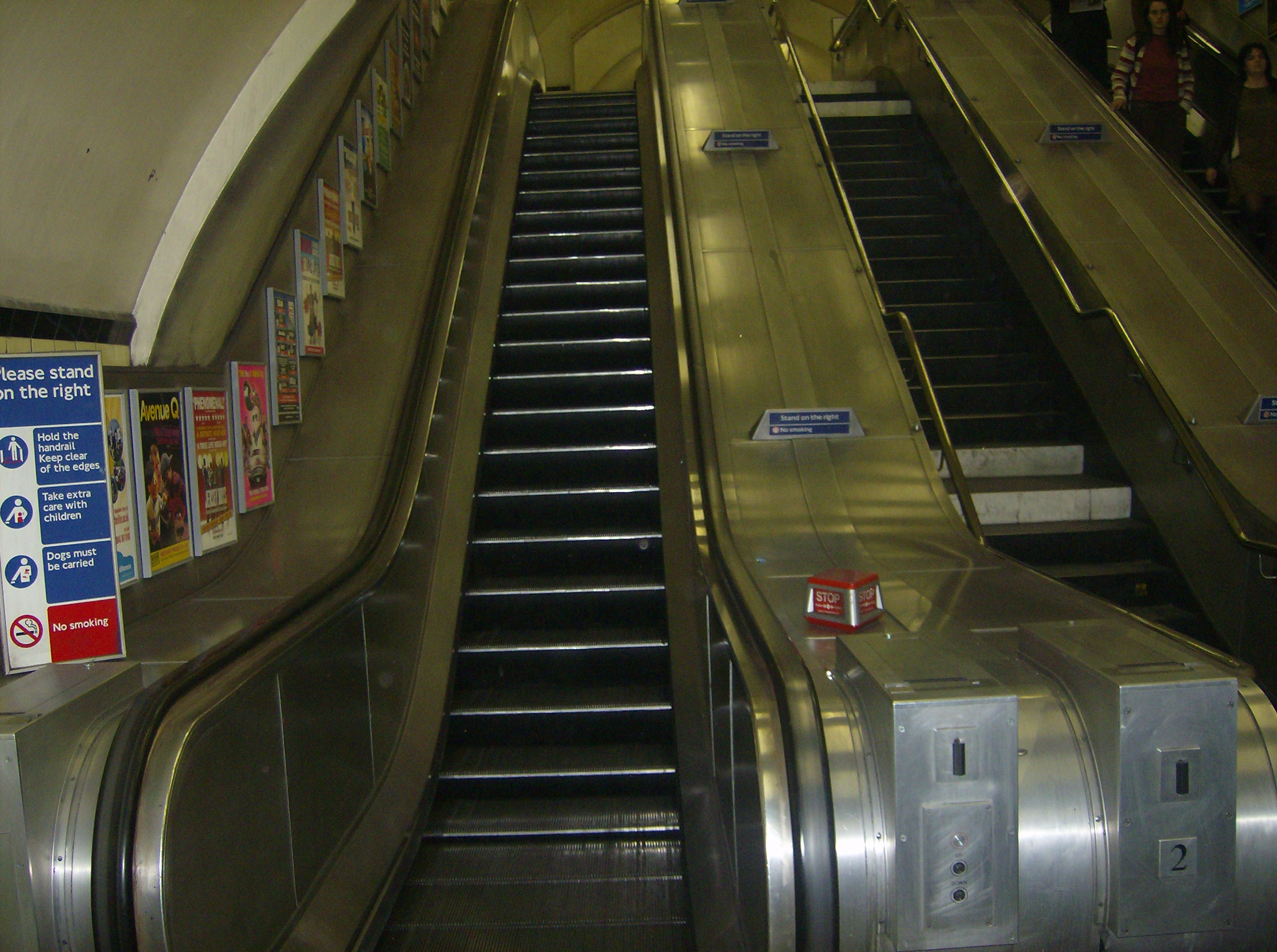
The shortest escalator on the Tube network
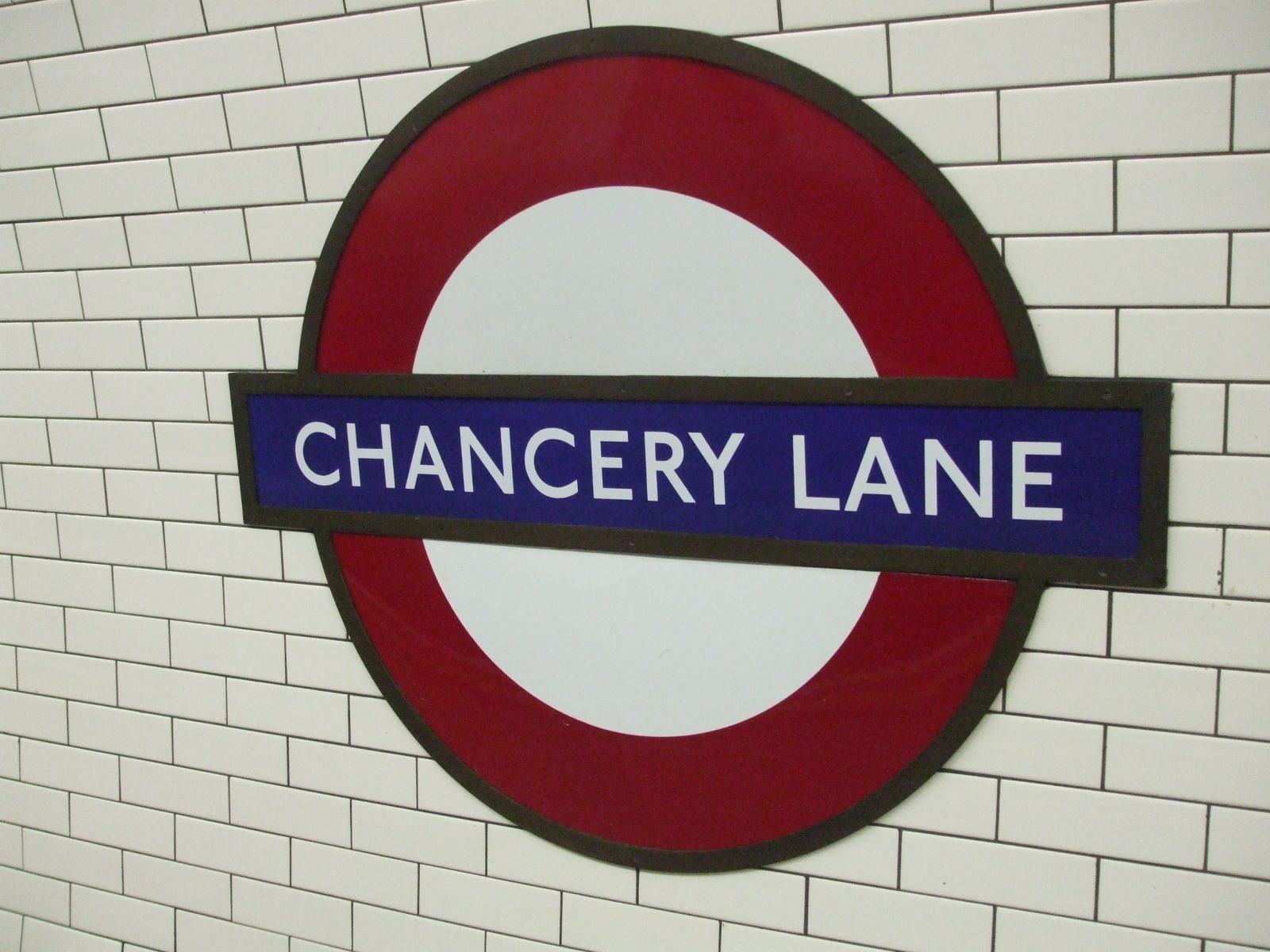
Roundel, eastbound platform
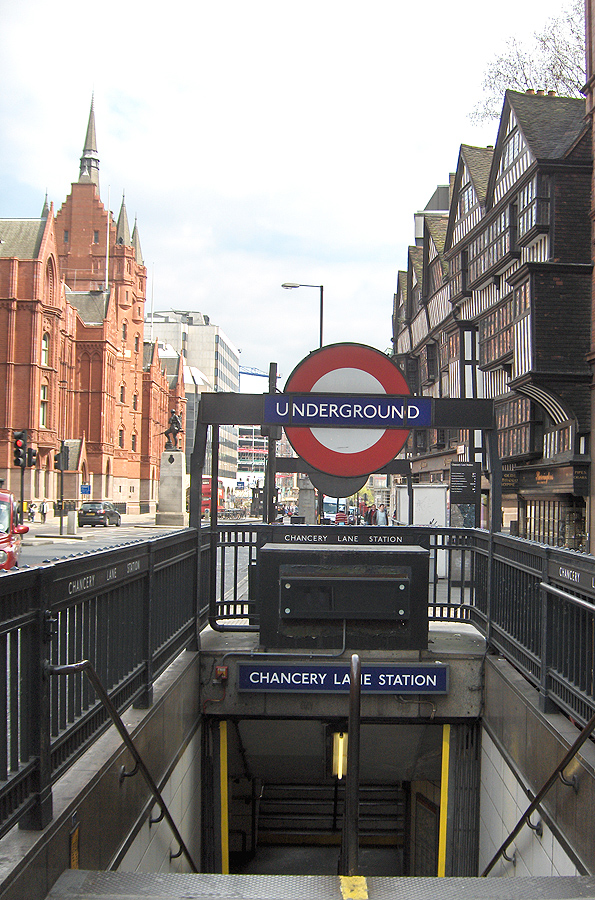
Southern entrance